# Cachoube
Le cachoube, ou kachoube, (autonyme : kaszëbizna ou kaszëbsczi jãzek) est une langue du groupe slave de la famille des langues indo-européennes. Le mot cachoube vient de kassub qui désigne un manteau que portaient les Cachoubes. Cette explication ne fait cependant pas consensus (voir origine du nom).
Faisant partie de la branche nord-occidentale des langues slaves, c’est la seule langue poméranienne encore réellement parlée, les autres (le polabe, le slovince ou vieux-poméranien, les langues des tribus slaves de Poméranie occidentale, de part et d’autre de l’Oder) étant des langues éteintes. Le cachoube a failli disparaître à cause des politiques d’assimilation successives allemande, puis polonaise (surtout sous le régime communiste d’après-guerre).
Dans Le Tambour, l'écrivain allemand Günter Grass décrit comment la mère et l'oncle du protagoniste Oskar Matzerath doivent pratiquer leur langue presque secrètement.

## Situation

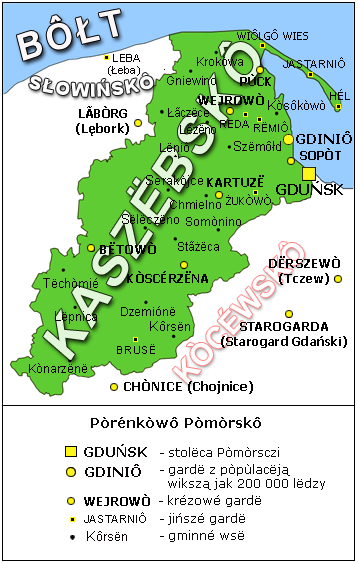
Cachoubie - carte de l'aire linguistico-culturelle cachoube d'aujourd'hui

Le cachoube est parlé dans le nord de la Pologne dans une partie de la province de Poméranie (« terre du bord de mer »), à l’ouest de l’agglomération de Gdańsk. L'utilisation du cachoube est relativement plus fréquente dans les cantons de Gdańsk (Gduńsk), Gdynia (Gdiniô), Wejherowo (Wejrowò), Puck (Pùck), Lębork (Lãbòrg), Bytów (Bëtowò), Kartuzy (Kartuzë), Kościerzyna (Kòscérzna) et Chojnice (Chòjnice).
Les Cachoubes n’ont pas le statut de minorité nationale ou ethnique mais de groupe linguistique, la Cachoubie n’ayant jamais existé politiquement, même en tant que région autonome. Entre 250 000 et 300 000 personnes parlent ou comprennent le cachoube. Environ 60 000 personnes le parlent à domicile, le plus souvent en zones rurales, mais le nombre de personnes qui appartiennent à la mouvance culturelle cachoube est plus important, environ un demi-million d’habitants. Les administrations locales peuvent utiliser le cachoube, depuis 2005 seulement, à titre de langue complémentaire à la langue officielle, le polonais.
Le cachoube se rapproche du vieux-polonais et en a gardé de nombreux mots ainsi et phonèmes. En revanche, contrairement à une opinion courante, le cachoube n’a intégré qu’à peine 5 % de mots allemands dans son vocabulaire, et ces emprunts sont souvent anciens et communs au polonais.
S’il existe de nombreux dialectes locaux du cachoube (presque chaque canton a son dialecte), il est possible de distinguer le cachoube du nord et le cachoube du sud.
Le cachoube écrit est proche du polonais à cause d’emprunts de vocabulaire et à une syntaxe similaire. La littérature cachoube utilise, depuis le XVe siècle, l'alphabet latin, d'après le modèle polonais.
En revanche, le cachoube parlé diffère très nettement du polonais, d'importantes différences existant entre les phonèmes, l’utilisation des prépositions, le vocabulaire, la formation des mots et les déclinaisons. Les règles d'accentuation sont également très différentes, comme notamment de la chute des voyelles dans les syllabes non accentuées. Les divergences phonétiques sont telles qu’un Polonais ne comprend pas d’emblée le cachoube, qui lui paraît difficile, et il comprend plus facilement d’autres langues slaves, comme le slovaque ou le tchèque.
Le cachoube est enseigné dans une cinquantaine d’écoles primaires et une dizaine de lycées, et environ 6 000 élèves suivent l’enseignement de la langue. Depuis 2005, le cachoube est une matière à option de la maturité (l'équivalent du baccalauréat français).
Le linguiste allemand du Mecklembourg Friedrich Lorentz (1870-1937) a réalisé d’importantes recherches sur la langue et a publié plusieurs ouvrages sur l’orthographe et la grammaire et un dictionnaire de cachoube-poméranien. Le linguiste polonais de Cracovie Stefan Ramułt (en) (1859-1913) a publié un ouvrage sur ce même sujet.

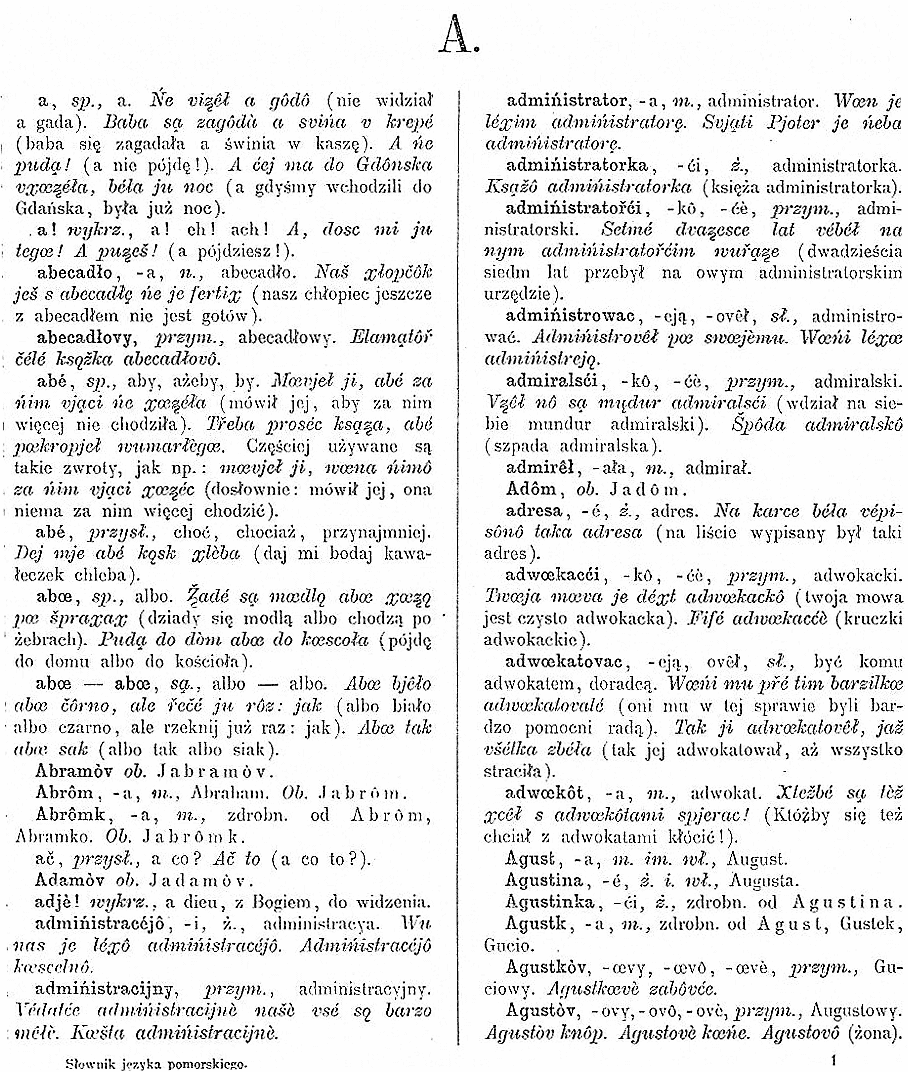
Page du dictionnaire cachoube de Stefan Ramułt, édité à Cracovie en 1893
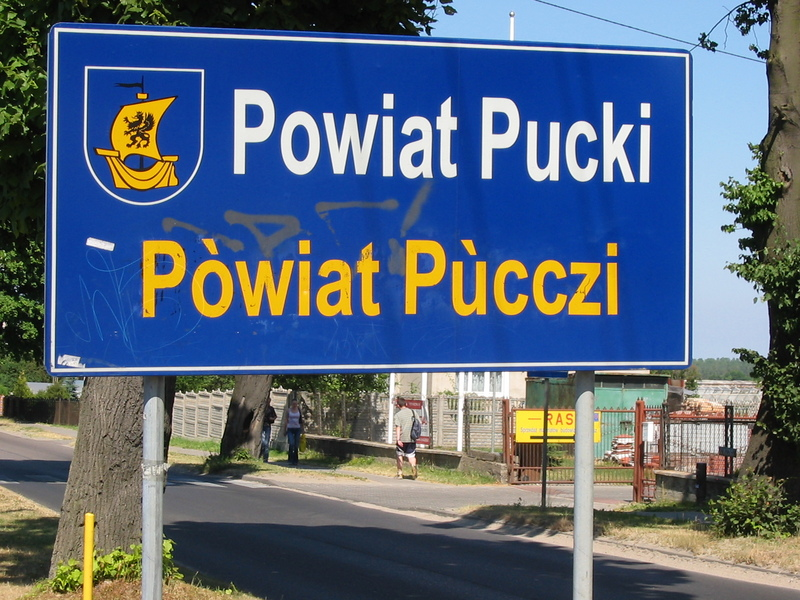
Signalisation bilingue en polonais et en cachoube à la limite du district (powiat) de Puck en Poméranie.
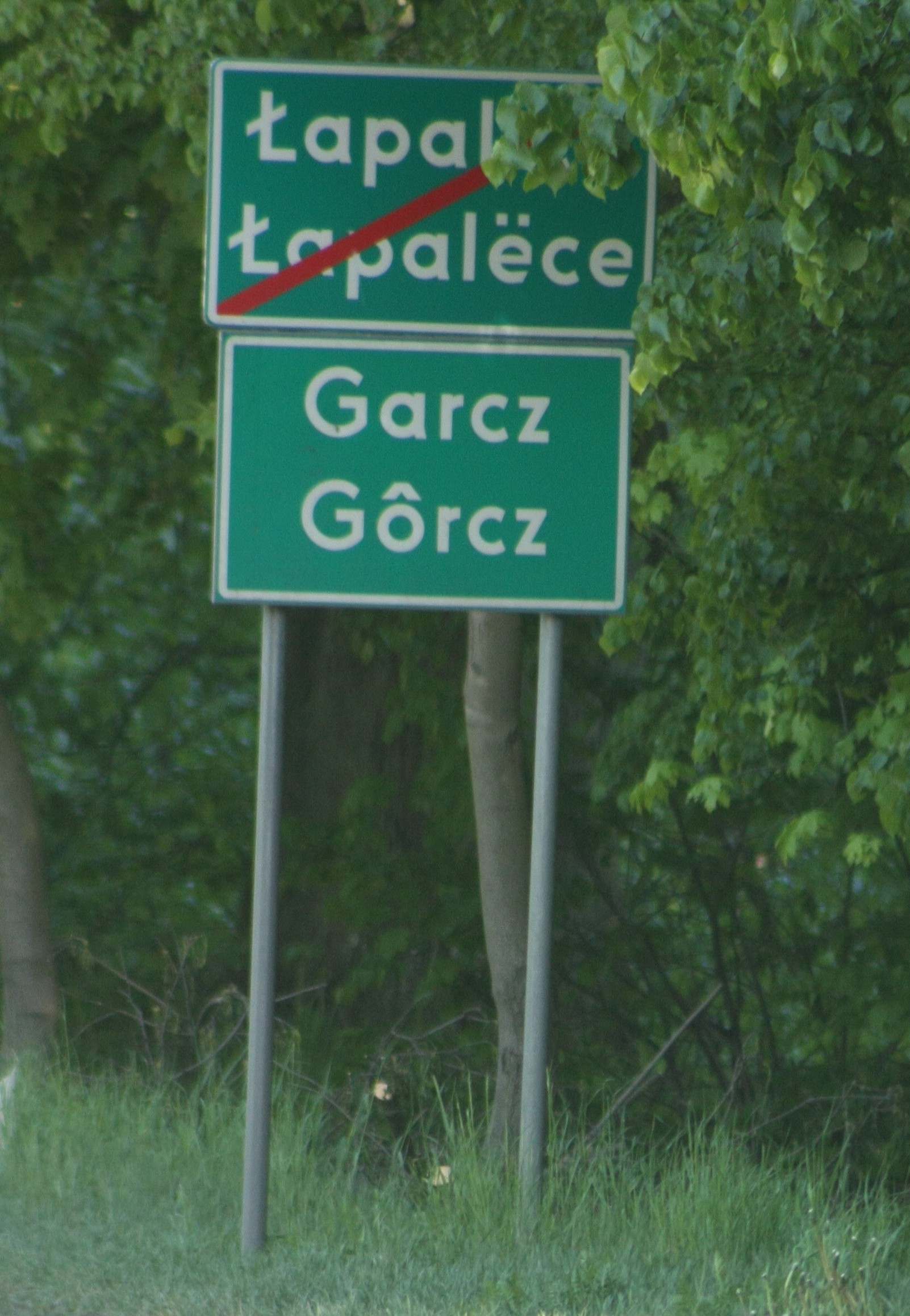
Drapeau cachoube.

## Exemples

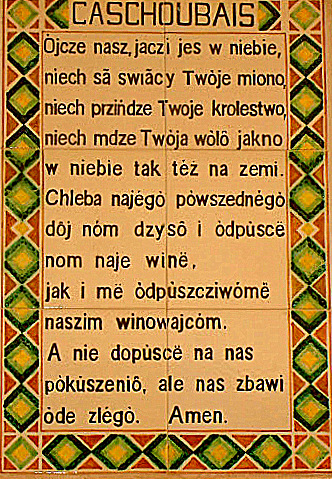
Òjcze Nasz, le Notre Père en cachoube.

## Alphabet
| lettre              | A a   | Ą ą   | Ã ã   | B b   | C c   | D d   | E e   | É é   | Ë ë   | F f   | G g   | H h   | I i   | J j | K k | L l | Ł ł |
| prononciation (IPA) | ɐ     | õ     | ã     | b     | ts    | d     | ɛ     | e     | ə     | f     | g     | x     | ɪ-i   | j   | k   | l   | w   |
|                     |       |       |       |       |       |       |       |       |       |       |       |       |       |     |     |     |     |
| lettre              | M m   | N n   | Ń ń   | O o   | Ò ò   | Ó ó   | Ô ô   | P p   | R r   | S s   | T t   | U u   | Ù ù   | W w | Y y | Z z | Ż ż |
| prononciation (IPA) | m     | n     | ɲ     | ɔ     | wɛ    | o     | œ/ɒ   | p     | r     | s     | t     | ʊ-u   | ɥi-wy | v   | ɪ-i | z   | ʒ   |
|                     |       |       |       |       |       |       |       |       |       |       |       |       |       |     |     |     |     |
| lettres             | Ch ch | Ch ch | Cz cz | Cz cz | Dz dz | Dz dz | Dż dż | Dż dż | Rz rz | Rz rz | Sz sz | Sz sz |       |     |     |     |     |
| prononciation (IPA) | x     | x     | tʃ    | tʃ    | dz    | dz    | dʒ    | dʒ    | ʒ     | ʒ     | ʃ     | ʃ     |       |     |     |     |     |

## Auteurs
- Florian Cejnowa[6]
- Marian Jeliński
- Aleksander Majkowski
- Bernard Sychta
- Jan Drzeżdżon (pl)

## Personnalités
- Danuta Stenka, actrice polonaise
- Donald Tusk, premier ministre de Pologne et ancien président du Conseil européen
- Andrzej Wroński[7], lutteur polonais
- Le Tambour décrit une famille cachoube qui émigre vers Danzig.